# West-Herzegovina
West-Herzegovina (Kroatisch: Zapadnohercegovačka županija, Bosnisch: Zapadnohercegovački kanton) is een van de tien kantons van de Federatie van Bosnië en Herzegovina in Bosnië en Herzegovina. Het kanton is gelegen in het westen van het land aan de grens met Kroatië. Het bestuurscentrum is gevestigd in Široki Brijeg, de grootste plaats van het kanton. De stad Mostar ligt op enkele tientallen kilometer van Široki Brijeg.
West-Herzegovina is verdeeld in vier gemeenten: Grude, Široki Brijeg, Ljubuški en Posušje.
Het grondgebied van het kanton behoorde tijdens de Bosnische Oorlog tot de Kroatische Republiek Herceg-Bosna.